# Sphaeroceridae
Los esferocéridos (Sphaeroceridae) son una familia de moscas saprófagas del orden Diptera. Se conocen desde el Eoceno en ámbar. Se reconocen unas 1550 especies.

## Distribución geográfica
Se distribuyen por todo el mundo, excepto zonas polares.

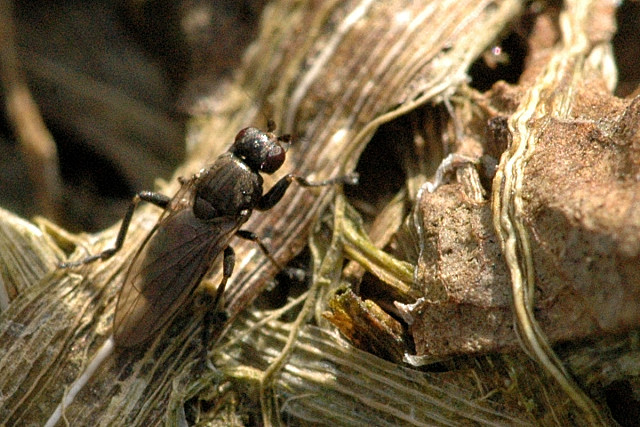
Limosina silvatica subfamilia Limosininae

## Galería

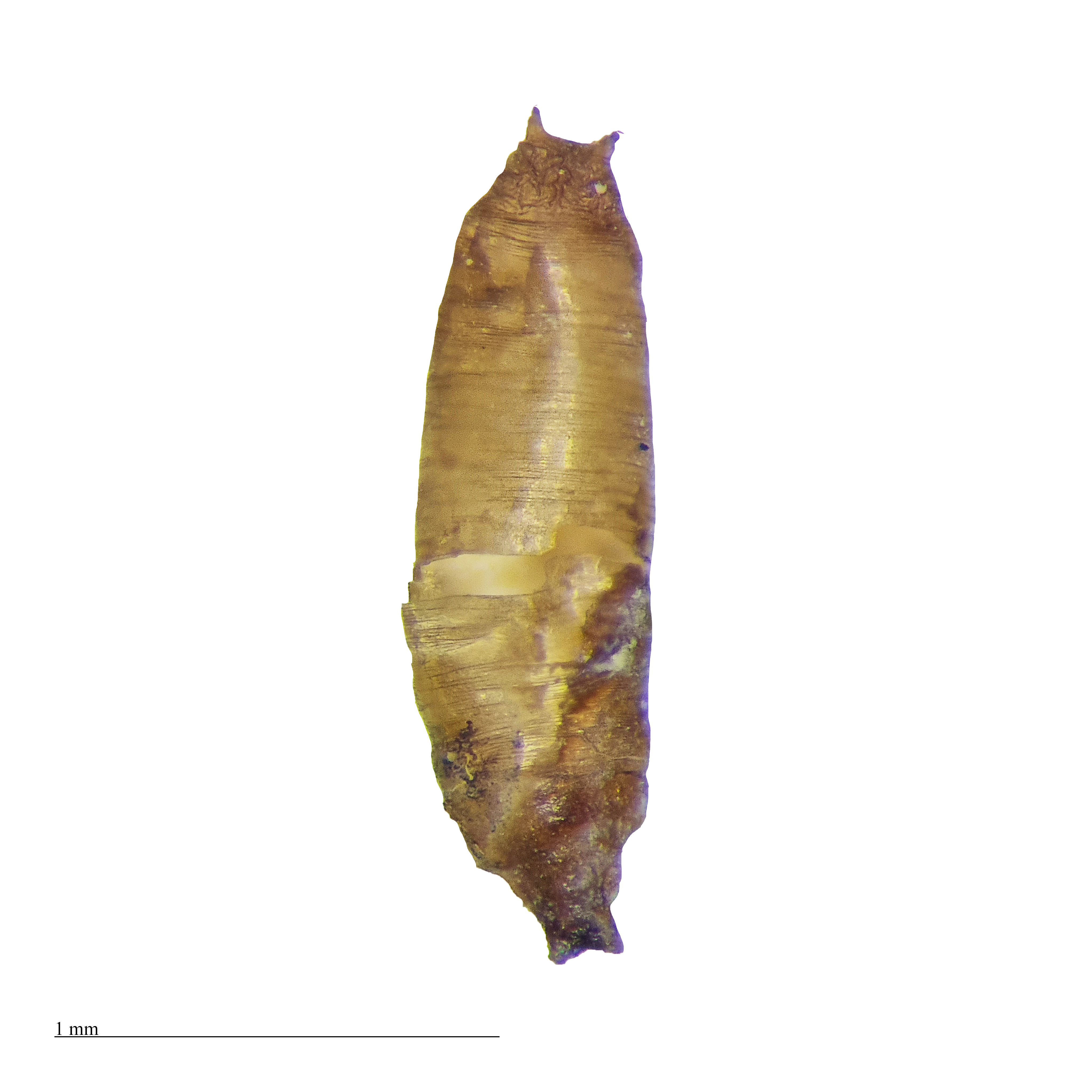
Pupa de Sphaeroceridae (Diptera)

## Taxonomía
Se reconocen las siguientes subfamilias y géneros:
Subfamilia Tucminae Marshall, 1996
- Tucma Mourgués-Schurter, 1987[5]

Subfamilia Copromyzinae Stenhammar, 1855
- Achaetothorax Hedicke, 1923[7]
- Alloborborus Duda, 1923[8]
- Antrops Enderlein, 1909[9]
- Archiborborus Duda, 1921[10]
- Borborillus Duda, 1923[8]
- Copromyza Fallén, 1810
- Crumomyia Macquart, 1835[1]
- Dudaia Hedicke, 1923[7]
- Frutillaria Richards, 1961[11]
- Gymnometopina Hedicke, 1923[7]
- Lotophila Lioy, 1864[12]
- Immoderatus Papp, 2004[13]
- Metaborborus Vanschuytbroeck, 1948[14]
- Norrbomia Papp, 1988[15][16]
- Palaeoceroptera Duda, 1929[17]
- Palaeolimosina Duda, 1920[18]
- Penola Richards, 1941[19]
- Pycnopota Bezzi, 1927[20]
- Richardsia Papp, 1973[21]

Subfamilia Sphaerocerinae Macquart, 1835
- Afromyia Kim, 1968[22]
- Ischiolepta Lioy, 1864[12]
- Lotobia Lioy, 1864[12]
- Mesosphaerocera Kim, 1972[23]
- Neosphaerocera Kim, 1972[23]
- Parasphaerocera Spuler, 1924[24]
- Safaria Richards, 1950[25]
- Sphaerocera Latreille, 1804[26]
- Trichosphaerocera Papp, 1978[27]

Subfamilia Homalomitrinae Roháček & Marshall, 1998
- Homalomitra Borgmeier, 1931[29]
- Sphaeromitra Roháček & Marshall, 1998[28]

Subfamilia Limosininae Frey, 1921
- Acuminiseta Duda, 1925[31]
- Afropterogramma Papp, 2008[32]
- Aluligera Richards, 1951[33]
- Anatalanta Eaton, 1875[34]
- Anomioptera Schiner, 1868[35]
- Anommonia Schmitz, 1917[36]
- Apterobiroina Papp, 1979[37]
- Apteromyia Vimmer, 1929[38]
- Aptilotella Duda, 1924[39]
- Aptilotus Mik, 1898[40]
- Archiceroptera Papp, 1977[41]
- Archicollinella Duda, 1925[31]
- Archileptocera Duda, 1920[18]
- Archipterogrammoides Papp, 2008[32]
- Aspinilimosina Papp, 2004[42]
- Australimosina Papp, 2008[32]
- Bentrovata Richards, 1973[43]
- Biconnecta Papp, 2008[32]
- Biroina Richards, 1973[43]
- Bitheca Marshall, 1987[44]
- Bromeloecia Spuler, 1924[45]
- Cephalimosina Papp, 2008[32]
- Ceroptera Macquart, 1835[1]
- Ceropterella Richards, 1953[46]
- Chaetopodella Duda, 1920[18]
- Chaetosifemur Papp, 2008[32]
- Chespiritos Marshall, 2000[47]
- Coproica Róndani, 1861
- Druciatus Marshall, 1995[48]
- Elachisoma Róndani, 1880
- Eulimosina Roháček, 1983[49]
- Eximilimosina Papp, 2008[32]
- Gigalimosina Roháček, 1983[49]
- Giraffimyiella Papp, 2008[32]
- Gobersa de Coninck, 1983[50]
- Gonioneura Róndani, 1880
- Gonitella Papp, 2008[32]
- Gyretria Enderlein, 1938[51]
- Hellerella Duda, 1920[18]
- Herniosina Roháček, 1983[49]
- Howickia Richards, 1951[33]
- Indiosina Papp, 1981[52]
- Kabaria Richards, 1966[53]
- Lepidosina Marshall & Buck, 2007[54]
- Leptocera Olivier, 1813
- Limomyza Marshall, 1997[55]
- Limosina Macquart, 1835[1]
- Limosinella Richards, 1968[56]
- Lobeliomyia Richards, 1951[33]
- Mesaptilotus Richards, 1951[33]
- Minialula Papp, 2008[32]
- Minilimosina Roháček, 1983[49]
- Mixolimosina Papp, 2008[32]
- Monorbiseta Papp, 2008[32]
- Monteithiana Richards, 1973[43]
- Myrmolimosina Marshall, 2000[57]
- Nearcticorpus Roháček & Marshall, 1982[58]
- Ocellipsis Richards, 1938[59]
- Ocellusia Séguy, 1955[60]
- Opacifrons Duda, 1918[61]
- Opalimosina Roháček, 1983[49]
- Oribatomyia Richards, 1960[62]
- Pachytarsella Richards, 1963[63]
- Palaeocoprina Duda, 1920[18]
- Papualimosina Hayashi, 2006[64]
- Papuella Richards, 1973[43]
- Papuellicesa Koçak & Kemal, 2010[65]
- Paracuminiseta Papp, 2008[32]
- Paralimosina Papp, 1973[21]
- Paramera Papp, 2008[32]
- Paraminilimosina Papp, 2008[32]
- Parapoecilosomella Papp, 2008[32]
- Parapterogramma Papp, 2008[32]
- Paraptilotus Richards, 1938[59]
- Parasclerocoelus Marshall & Dong, 2008[66]
- Paraspelobia Duda, 1938[67]
- Pellucialula Papp, 2004[42]
- Philocoprella Richards, 1929[68]
- Phthitia Enderlein, 1938[51]
- Piliterga Papp, 2008[32]
- Pismira Richards, 1960[62]
- Pleuroseta Richards, 1973[43]
- Poecilosomella Duda, 1925[31]
- Popondetta Richards, 1973[43]
- Pseudacuminiseta Papp, 2008[32]
- Pseudaspinilimosina Papp, 2008[32]
- Pseudocollinella Duda, 1924[69]
- Pseudopterogramma Papp, 2008[32]
- Pteremis Róndani, 1856
- Pterogramma Spuler, 1923[45]
- Pterogrammoides Papp, 1972[70]
- Pullimosina Roháček, 1983[49]
- Puncticorpus Duda, 1918[61]
- Rachispoda Lioy, 1864[12]
- Reunionia Papp, 1979[37]
- Robustagramma Marshall & Cui, 2005[71]
- Rohacekia Papp, 2008[32]
- Rudolfina Roháček, 1987[72]
- Sclerocoelus Marshall, 1995[48]
- Scutelliseta Richards, 1960[73]
- Setositibiella Papp, 2008[32]
- Siphlopteryx Enderlein, 1908[74]
- Spelobia Spuler, 1924[45]
- Spinilimosina Roháček, 1983[49]
- Telomerina Roháček, 1983[49]
- Terrilimosina Roháček, 1983[49]
- Thailimosina Papp, 2008[32]
- Thoracochaeta Duda, 1918[61]
- Trachyopella Duda, 1918[61]
- Trilobitella Papp, 2008[32]
- Trisetomyia Richards, 1965[75]
- Xenolimosina Roháček, 1983[49]